# Federal Aviation Administration
De Federal Aviation Administration of kortweg FAA is het bureau van de Amerikaanse luchtvaartautoriteiten. Het bureau valt onder het Amerikaanse ministerie van Transport, en is bevoegd om in de Verenigde Staten alles te reguleren dat met de burgerluchtvaart te maken heeft. Daarmee gaat de bevoegdheid van de FAA veel verder dan de bevoegdheden van Nederlandse diensten als de Inspectie Leefomgeving en Transport of de Luchtverkeersleiding Nederland of het Belgische Skeyes.
Met zijn brede bevoegdheden en verantwoordelijkheden gaat de reikwijdte van de Federal Aviation Administration (FAA) inderdaad verder dan die van vergelijkbare luchtvaartautoriteiten in andere landen. Als bureau van de Amerikaanse luchtvaartautoriteiten, dat onder het Amerikaanse ministerie van Transport valt, heeft de FAA de bevoegdheid om alles te reguleren wat te maken heeft met de burgerluchtvaart in de Verenigde Staten.
De omvang van de taken en verantwoordelijkheden van de FAA weerspiegelt de complexiteit en de omvang van de Amerikaanse luchtvaartindustrie. Met duizenden commerciële luchtvaartmaatschappijen, honderden luchthavens en miljoenen vluchten per jaar is de Amerikaanse luchtvaartsector een van de grootste en meest diverse ter wereld.
De FAA speelt een cruciale rol bij het waarborgen van de veiligheid van de Amerikaanse luchtvaart. Het bureau stelt strenge regels en voorschriften op om ervoor te zorgen dat luchtvaartmaatschappijen, luchthavens en andere luchtvaartdienstverleners voldoen aan hoge veiligheidsnormen. Het voert regelmatig inspecties en audits uit om de naleving van deze voorschriften te controleren en om ervoor te zorgen dat de luchtvaartveiligheid op het hoogste niveau blijft.
Daarnaast is de FAA verantwoordelijk voor het beheer van het nationale luchtruim van de Verenigde Staten. Het bureau zorgt ervoor dat het luchtruim efficiënt wordt gebruikt en dat vliegtuigen veilig kunnen navigeren en communiceren tijdens hun vluchten. Dit omvat het toezicht op luchtverkeersleidingssystemen en -technologieën, het verlenen van vergunningen aan luchtverkeersleiders en het coördineren van de luchtverkeersleiding op luchthavens en in de lucht.
De FAA heeft ook een belangrijke rol bij het bevorderen van de ontwikkeling en groei van de Amerikaanse luchtvaartindustrie. Het bureau ondersteunt onderzoek en ontwikkeling op het gebied van luchtvaarttechnologieën en -systemen, en werkt samen met fabrikanten om nieuwe innovaties te stimuleren. Het bevordert ook duurzaamheid en milieuvriendelijke initiatieven in de luchtvaartsector, gericht op het verminderen van de impact op het milieu en het bevorderen van efficiënter brandstofgebruik.
Als een van 's werelds meest vooraanstaande luchtvaartautoriteiten speelt de FAA een sleutelrol in het bevorderen van de veiligheid, efficiëntie en groei van de Amerikaanse burgerluchtvaart. Het bureau blijft zich inzetten voor het handhaven van de hoogste normen van luchtvaartveiligheid en het bevorderen van innovatie en duurzaamheid in de sector.